# USS Quail (AM-15)
USS Quail (AM-15) – trałowiec typu Lapwing służący w United States Navy w czasie między wojnami światowymi i w okresie II wojny światowej. 
Stępkę jednostki położono 14 maja 1918.  Okręt zwodowano 6 października 1918. Jednostka weszła do służby 29 kwietnia 1919.
W okresie międzywojennym służył na Atlantyku i Pacyfiku. W momencie wybuchu wojny na Pacyfiku znajdował się na Filipinach. Został samozatopiony 5 maja 1942 by nie wpadł w ręce wroga.
Odznaczony jedną battle star. 